# Noto

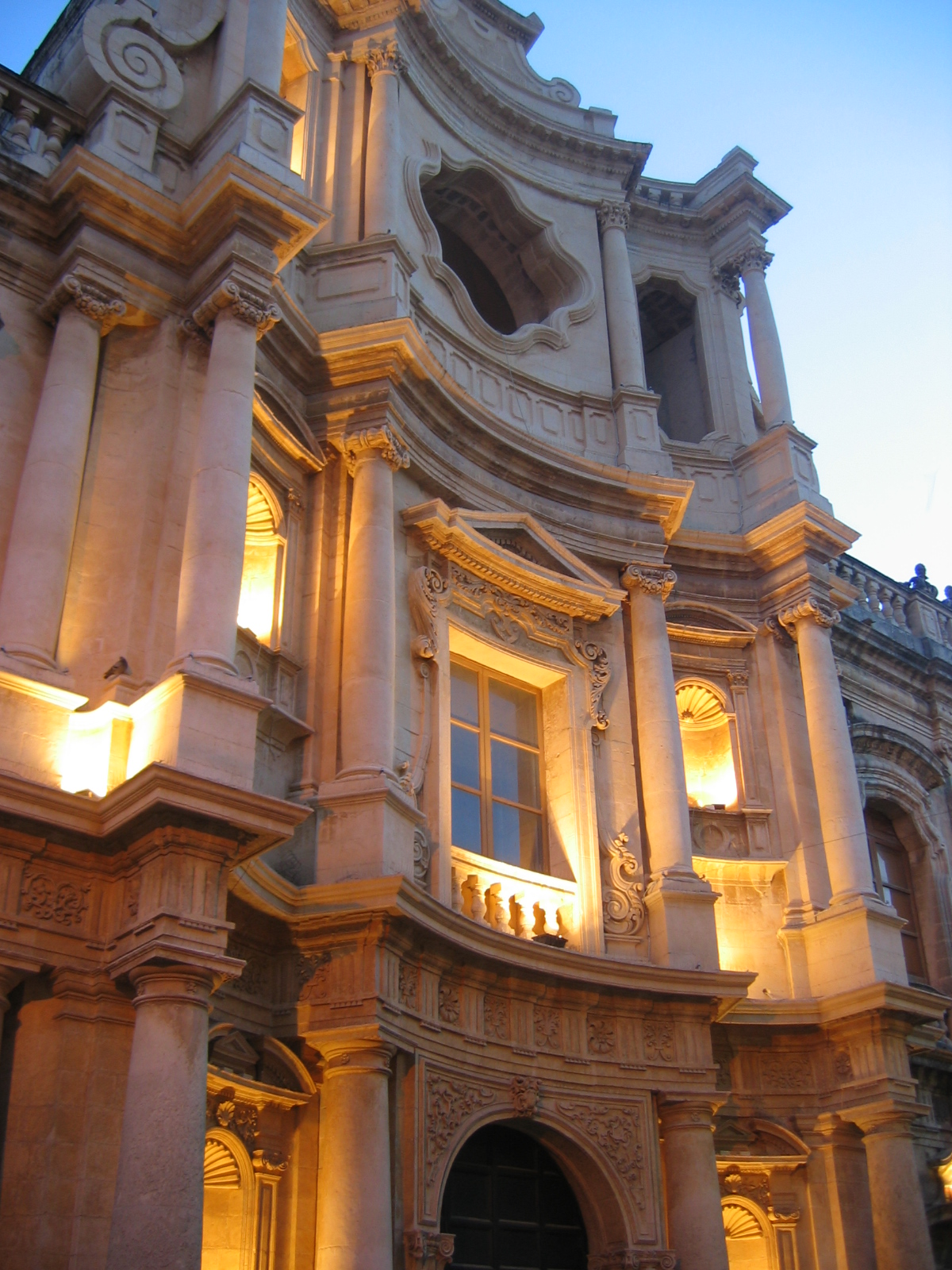
Kostel svatého Karla Boromejského

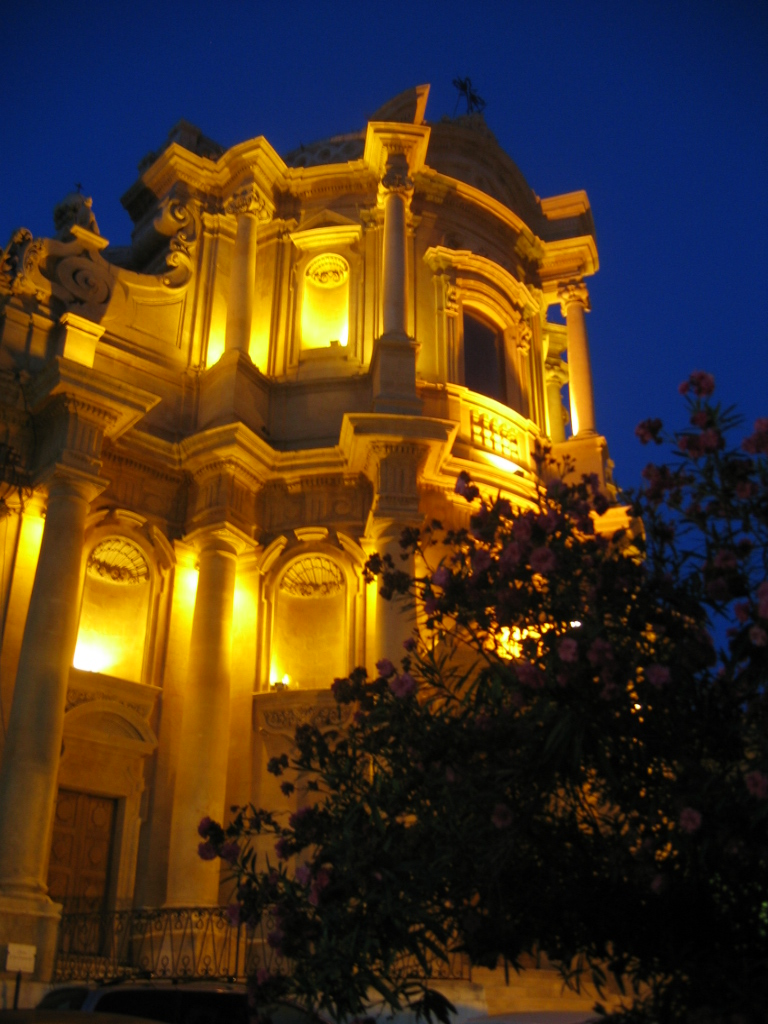
Kostel San Domenico.

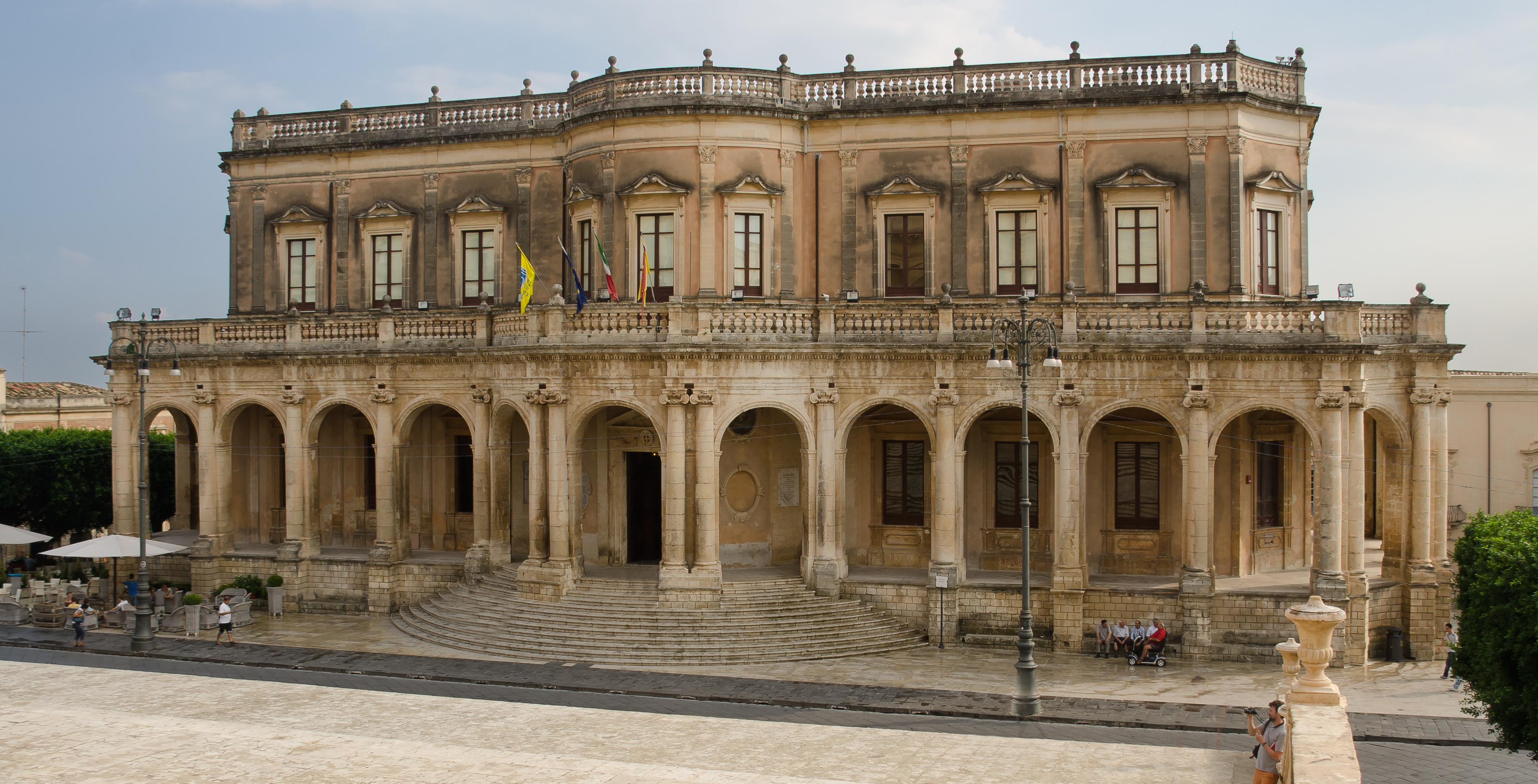
Palazzo Ducezio - radnice

Noto (Sicilisky: Nuotu, Latinsky: Neetum nebo Netum) je obec a město na jihovýchodě Sicílie, na území volného sdružení obcí Siracusa. Leží 32 km jihovýchodně od správního centra sdružení obcí Syrakus, na úpatí pohoří Iblei a dává jméno údolí, které je obklopuje (Val di Noto). V roce 2002 bylo Noto a jeho barokní stavby spolu s dalšími sedmi východosicilskými městy zařazeno na Seznam světového dědictví UNESCO.

## Administrativní dělení
Město se skládá ze čtyř čtvrtí: Noto, Marina di Noto, Testa dell’Acqua

## Historie
Staré město, Noto Antica, leží 8 km severně ve směru na Monte Alveria. V antice se nazývalo Netum a bylo městem původních obyvatel Sicílie Sikelů. Římané, dohodou z roku 263 př. n. l., ponechali město vládci Syrakus Hierovi II. O Notu se zmiňuje Cicero jako o foederala citilas  i Plinius starší jako o Latinae conditionis.  Podle legendy zde přistál Daidalos po svém letu přes Jónské moře a zastavil se zde i Héraklés po splnění svého sedmého úkolu.
Noto si dovolilo vzdorovat i dosazenému římskému guvernérovi Verresovi, jehož vláda ostatně přinesla Sicílii jen úpadek. V roce 886 bylo dobyto Araby, kteří je pozvedli na hlavní město jednoho ze tří okrsků do nichž byla Sicílie za jejich vlády rozdělena. Později se z něj stalo bohaté normanské město.
V 16. a 17. století se ve městě narodila řada pozoruhodných intelektuálních postav, např. vědec a historik Giovanni Aurispa, právníci Andrea Barbazio a Antonio Corsetto, nebo architekt Matteo Carnelivari: Král Ferdinand II. Aragonský nazval v roce 1503 Notu „město géniů“. V následujících letech expandovalo za své středověké hranice, byly postaveny nové budovy, kostely a kláštery. Vše však zničilo katastrofální zemětřesení 11. ledna 1693. Následkem zemětřesení se zhroutila i ekonomika města, která byla založena zejména na zemědělské produkci (víno, olej, obilí, rýže, bavlna) a proslulých rukodělných výrobcích.
Dnešní město bylo po zemětřesení vybudováno na levém břehu řeky Asinaro. Vynikajícím architektům té doby se podařilo učinit z města skvost barokní architektury. Jejich zásluhou bylo v roce 2002 Noto společně s dalšími sedmy městy jihovýchodní Sicílie zařazeno na Seznam světového dědictví UNESCO pod souhrnným názvem „Pozdně barokní města v údolí Val di Noto“. Většina budov byla postavena z měkkého tufového kamene, který ve sluneční záři dává městu typický medový odstín. Velkou ztrátu utrpělo sicilské baroko v roce 1996, když se náhle zřítila část katedrály.
Město ztratilo svůj statut hlavního města provincie v roce 1817. 16. května zde vypukla vzpoura proti vládnoucímu rodu Bourbonů a město otevřelo své brány vojsku Giuseppe Garibaldiho. O pět měsíců později, 21. října, bylo plebiscitem schváleno připojení k Piemontu.
V roce 1844 se Noto stalo sídlem biskupa, ale v roce 1866 výrazně utrpělo zrušením náboženských obcí, které byly hluboce spojeny se strukturou města a jeho budov.
Od fašistické diktatury Noto v červnu 1943 osvobodili  Britové při operaci Husky, kterou řídil generál Bernard Montgomery. V roce 1946 se obyvatelé Nota v referendu vyslovili pro monarchii.
V blízkosti Nota byl vybudován astronomický radioteleskop o průměru 32 m, který je součástí Ústavu radioastronomie v Bologni.

## Památky
Noto je známé architektonickými památkami z první poloviny 18. století, které jsou považovány za mistrovská díla sicilského baroka.

### Paláce a další budovy
- Palazzo Ducezio (vévodský palác), nynější radnice, navrhl architekt Vincenzo Sinatra. Uvnitř neoklasicistní fresky Antonia Mazzy.
- Palazzo Astuto
- Palazzo Villadorata (také Palazzo Nicolaci),  na Via Nicolaci,  postavil Francesco Paolo Labisi v roce 1733, nyní Městská knihovna.
- Porta reale  – městská brána
- Fontana Ercole – barokní kašna se sochou Hérakla
- Museo civico - městské muzeum, mj. sbírka moderního umění

### Církevní stavby
- Cattedrale San Nicolò di Mira, katedrála sv. Mikuláše z Myry, dokončena 1776).
- 'Kostel Santa Caterina.
- Kostel San Corrado.
- Kostel Collegio di San Carlo Borromeo.
- Kostel Sacro Nome di Gesu.
- Klášter Santa Chiara (1735), navrhl architekt Rosario Gagliardi. Má oválný půdorys, interier je rozdělen dvanácti sloupy. Je zde obraz „Madona s dítětem“ z 16. stol.
- Kostel San Michele Arcangelo.
- Kostel Santa Maria della Scala.
- Kostel Santissimo Salvatore.
- Kostel Santa Chiara, s nádhernou Madonou od Antonella Gagini.
- Kostel San Francesco d'Assisi (Immacolata).
- Kostel Spirito Santo.
- Kostel Ecce Homo.
- Kostel Santa Maria dell'Arco.
- Kostel Anime Sante del Purgatorio ("Svatých duší v očistci").
- Kostel Santa Maria della Rotonda.
- Kostel Santissima Trinità.
- Kostel San Carlo al Corso , architekt Rosario Gagliardi
- Kostel Santa Maria del Carmelo.
- Kostel San Pietro Martire.
- Kostel San Michele Arcangelo.
- Kostel San Domenico ,  1737 navrhl architekt Rosario Gagliardi.
- Kostel Sant'Antonio Abate.
- Kostel Santa Caterina.
- Kostel Crociferio di San Camillo.
- Kostel Montevergine (San Girolamo).
- Kostel Santissimo Salvatore.
- Kostel San Andrea Apostolo.
- Kostel San Pietro delle Rose (svatého Petra).
- Kostel SS. Crocifisso.
- Kostel Sant'Egidio Vescovo.
- Kostel Santa Maria del Gesù.
- Kostel Annunziata.
- Kostel Santa Agata.

### Archeologické památky
Většina byla zasypána troskami středověkého města. Výjimku tvoří tři komory vytesané ve skále. O jedné z nich je zmínka v knihovně, že patřila gymnasiu. Zbývající byly svatostánky hrdinů. Vykopávky odhalily čtyři hřbitovy z období Sikelů a jeden z období řeckého, přibližně z třetího a druhého století př. n. l. Byly objeveny rovněž katakomby  z raně křesťanské doby a několik byzantských hrobek..
Přibližně 7 km jižně od města, na levém břehu řeky Tellaro stojí kamenný sloup cca 10 m vysoký o němž se traduje, že byl postaven na památku porážky athénského generála Nikiase. Hroby v okolí jsou nekropolí  blízkého městečka Heloron.

## Slavnosti
- Velikonoce se slaví s procesím na Velký pátek.
- V květnu se každoročně koná festival květin Infiorata.
- V kostelech se slaví svátek patrona města, svatého Corrada praporečníka (Corrado gonfaloniere)

## Galerie

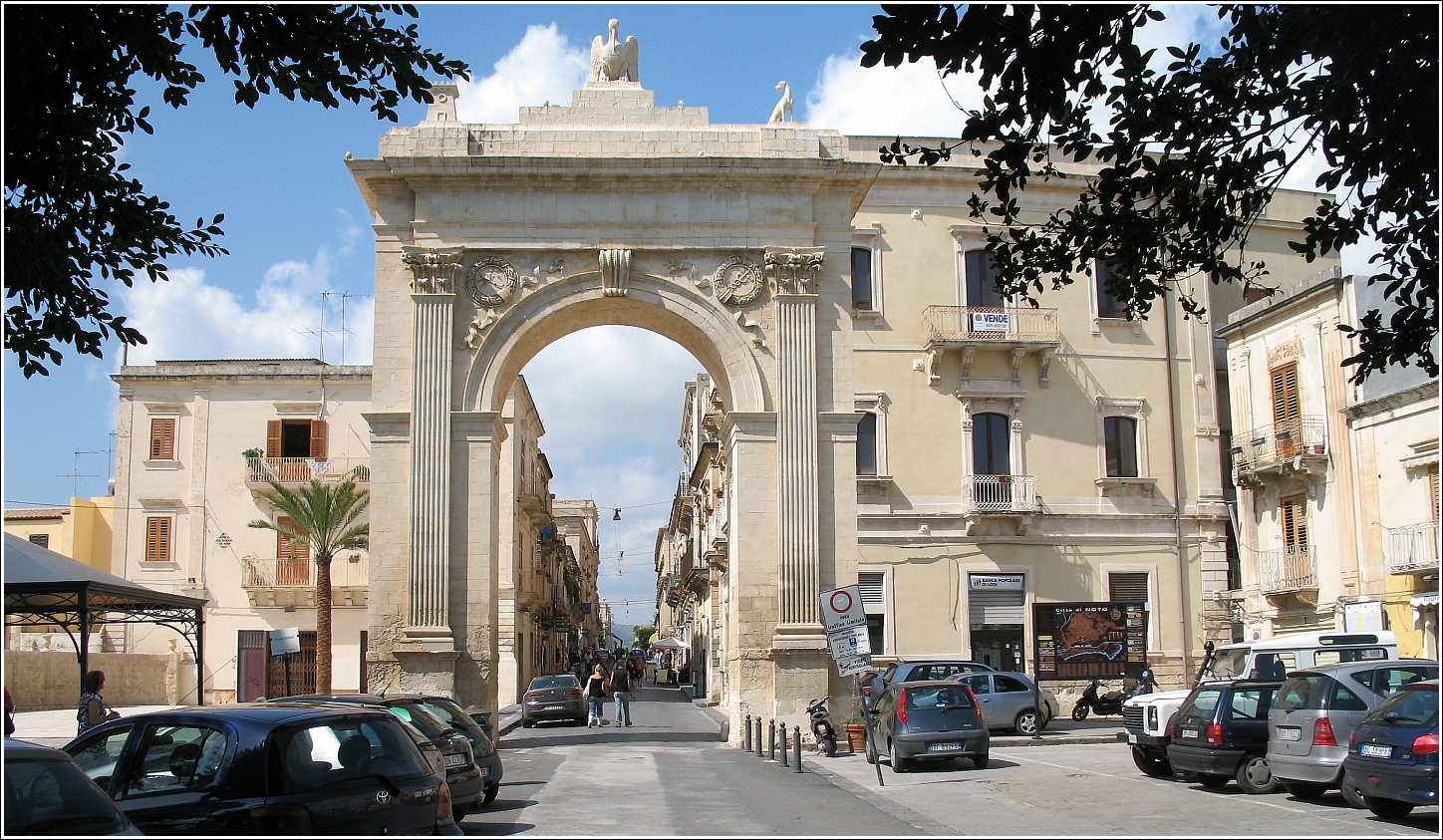
Porta Reale
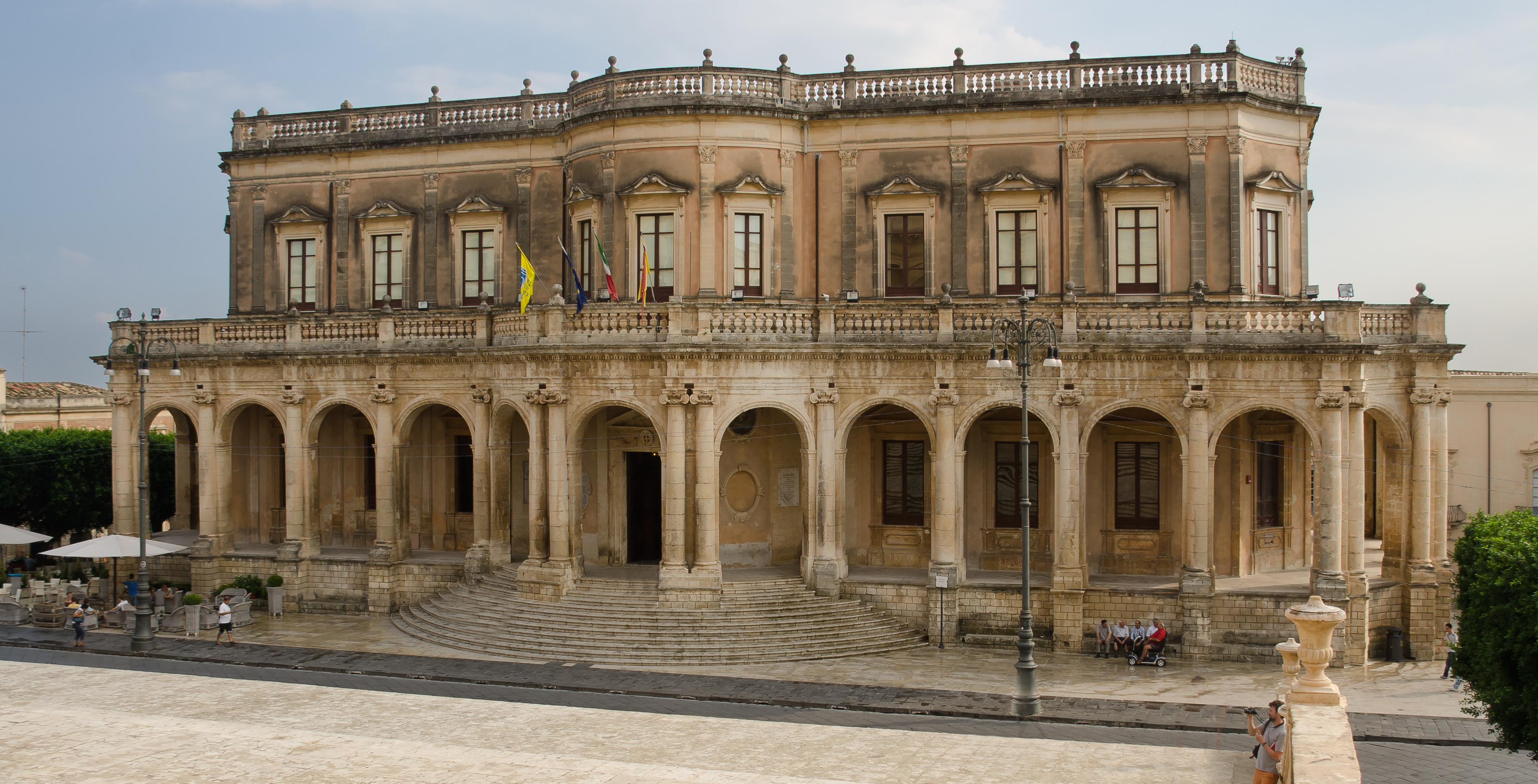
Palazzo Ducezio
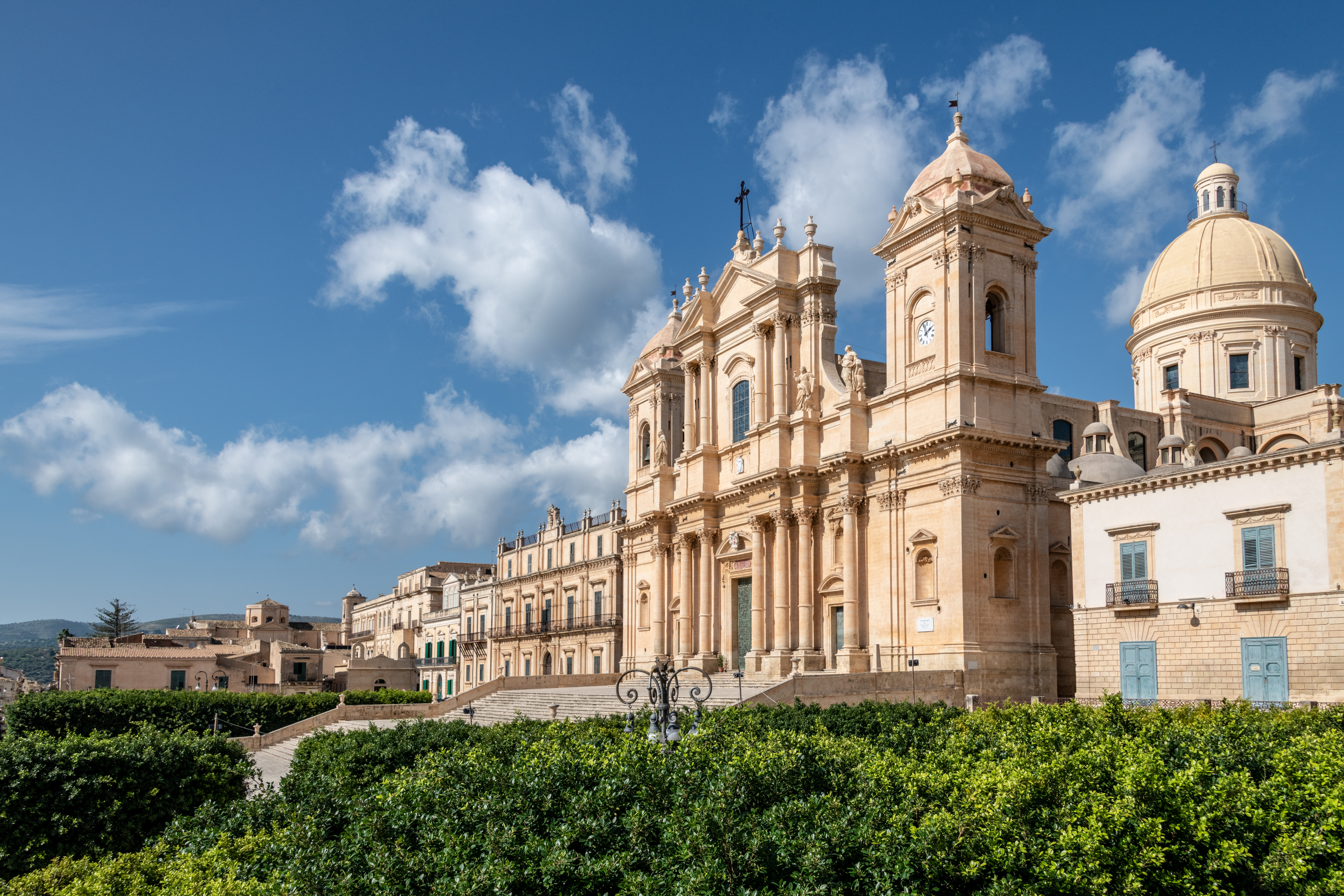
Katedrála
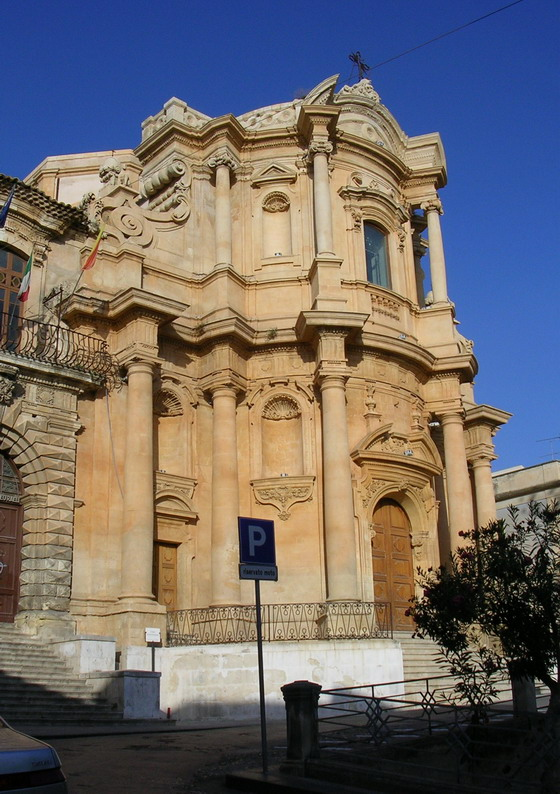
San Domenico
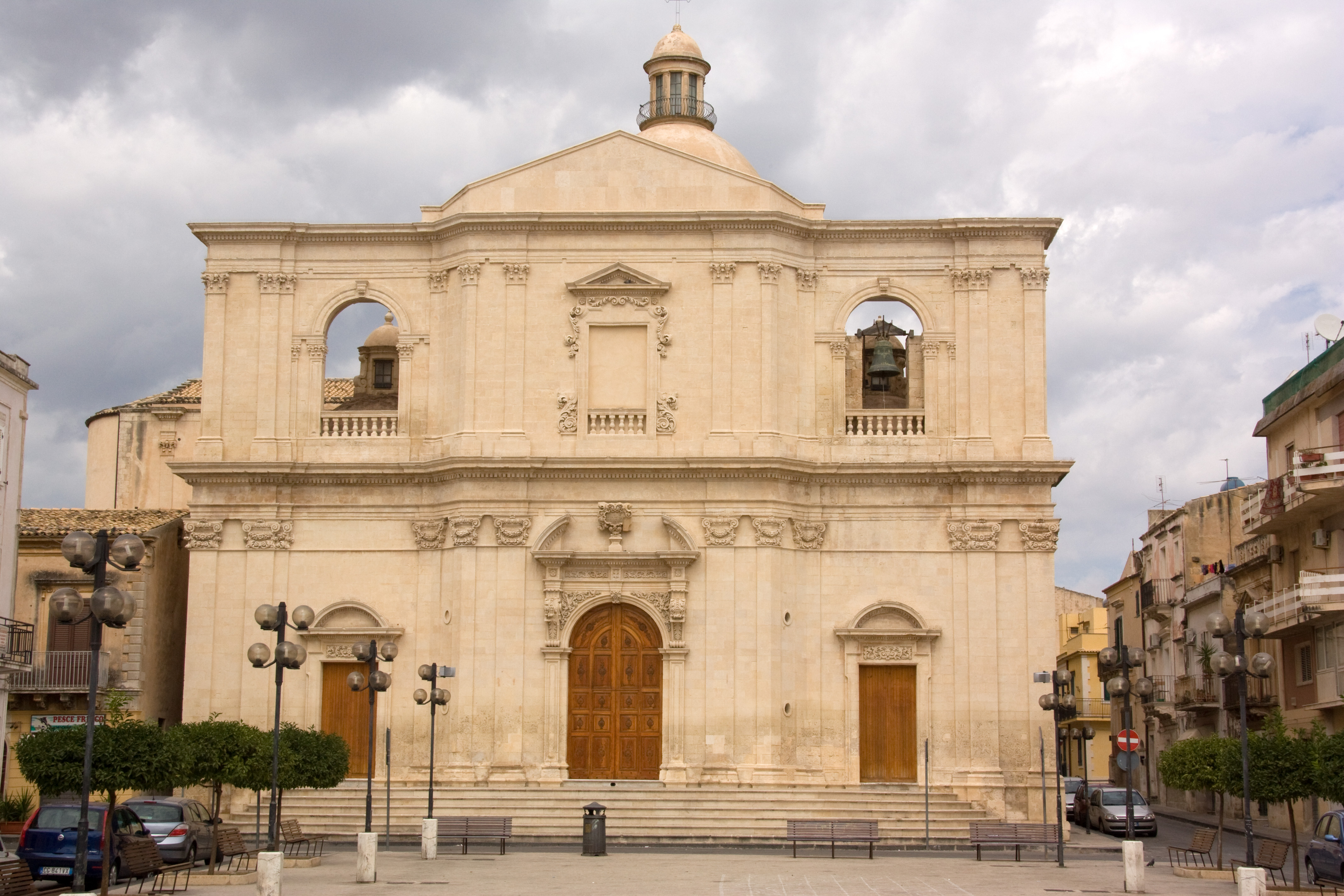
Kostel Santissimo Crocifisso
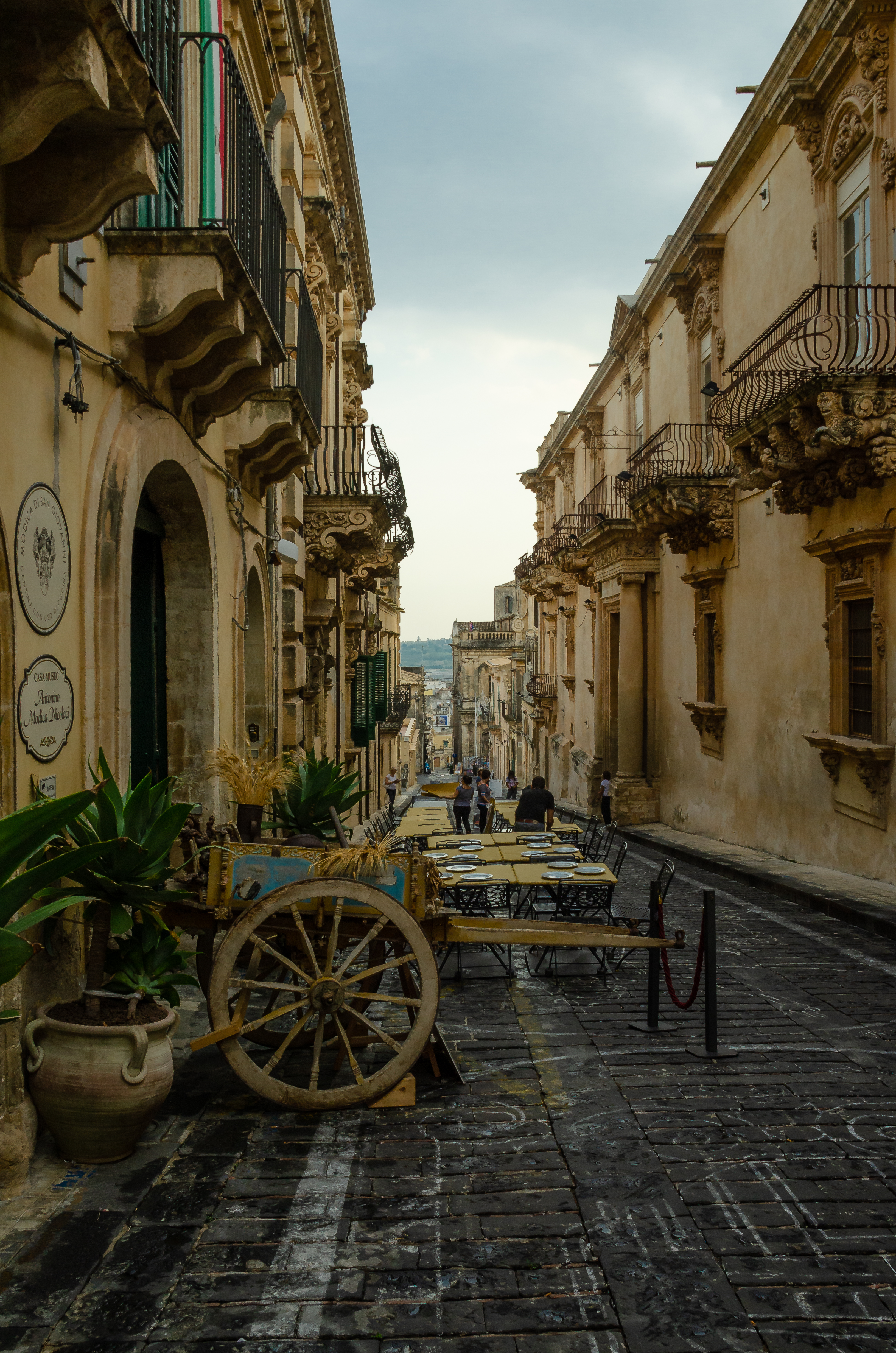
Via Nicolaci